# إكساء (صناعة)

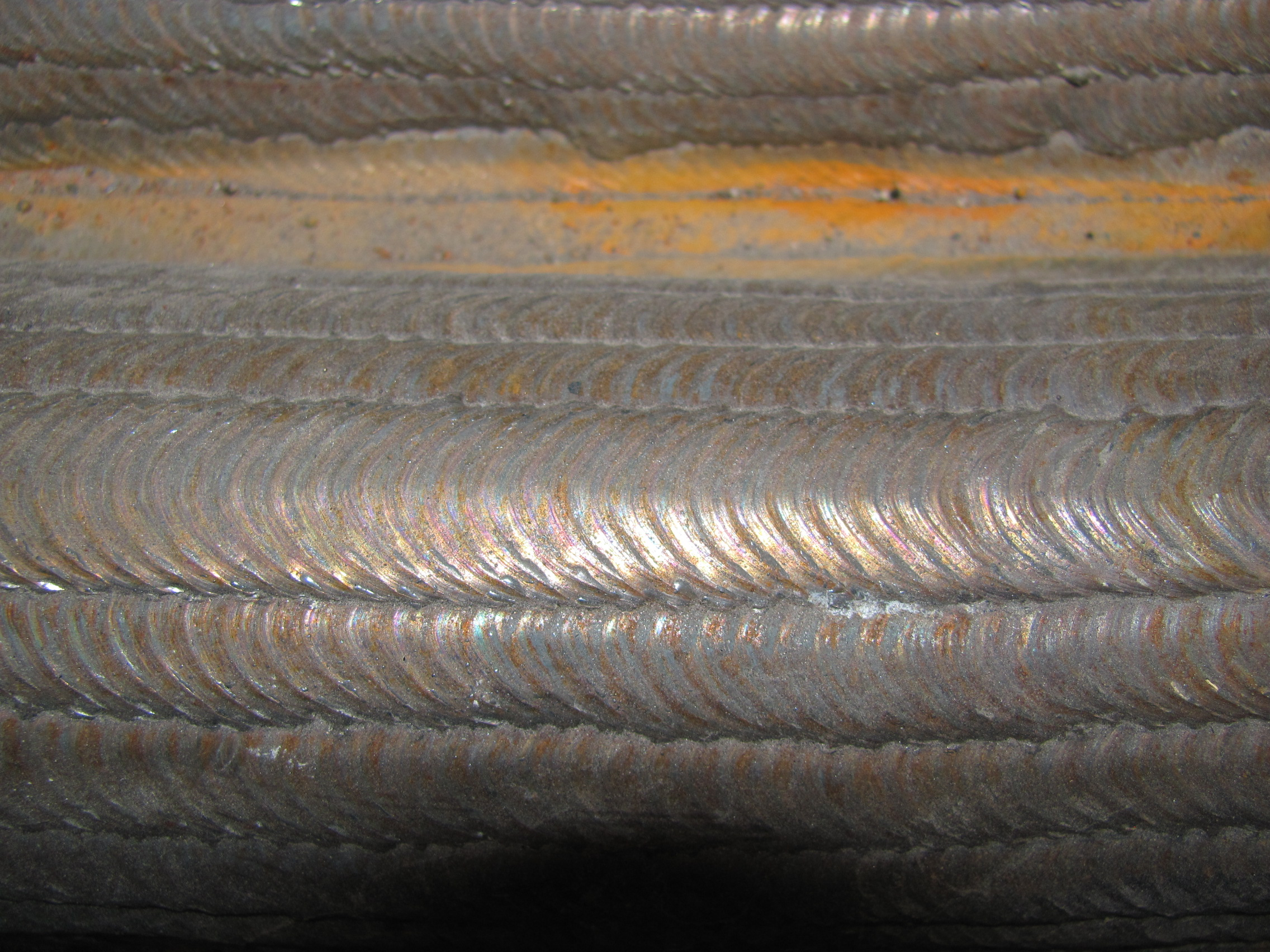

الإكساء في الصناعة هي عملية صناعية تهدف إلى ربط فلزين غير متشابهين ببعضهما من غير إجراء عملية لحام أو إضافة مادة لاصقة، إنما عن طريق بثق بواسطة إسطمبات الصاج وكذلك عن طريق كبس أو درفلة الصفائح مع بعضها البعض تحت تطبيق ضغط.
يمكن أن يجرى الإكساء بطرق حرارية باستخدام الليزر.